# Tenamicoya
Tenamicoya är en ort i Mexiko.   Den ligger i kommunen Zontecomatlán de López y Fuentes och delstaten Veracruz, i den sydöstra delen av landet, 170 km nordost om huvudstaden Mexico City. Tenamicoya ligger 1 152 meter över havet och antalet invånare är 322.
Terrängen runt Tenamicoya är kuperad åt nordost, men åt sydväst är den bergig. Tenamicoya ligger uppe på en höjd. Runt Tenamicoya är det ganska glesbefolkat, med 36 invånare per kvadratkilometer. Närmaste större samhälle är Xochiatipan de Castillo, 13,9 km norr om Tenamicoya. I omgivningarna runt Tenamicoya växer huvudsakligen savannskog.